# Monts Livingstone
Les monts Livingstone, ou chaîne de Kipengere, se dressent dans le Sud-Ouest de la Tanzanie, à la pointe nord du lac Malawi. La moitié septentrionale de ce massif est parfois désignée en tant que monts Poroto, et l'autre moitié, sur le versant du lac Malawi, en tant que monts Kinga. C'est plutôt une succession de plateaux s'étageant depuis la vallée du Ruaha en direction du sud-est jusqu'à la vallée du Ruhuhu ; elle forme une partie de l'escarpement oriental du rift africain. Le substrat rocheux est composé de lits horizontaux de quartzites, grès et conglomérats. Le mont Jamimbi forme un à-pic du côté du lac. Les sommets sont couverts pour la plus grande partie d'une savane herbacée, ponctuée de forêts tropicales dans les dépressions du relief ; les pieds des coteaux sont couverts d'une savane sèche.
Certaines sources utilisent les noms de « chaîne de Kipengere » ou de « monts Livingstone » pour décrire l'ensemble de la chaîne, tandis que d'autres distinguent les monts Livingstone comme l'escarpement orienté vers le sud-ouest qui longe la rive du lac Malawi, et la chaîne de Kipengere comme la haute crête qui définit le bord nord-est du plateau de Kitulo.

## Géographie

### Topographie

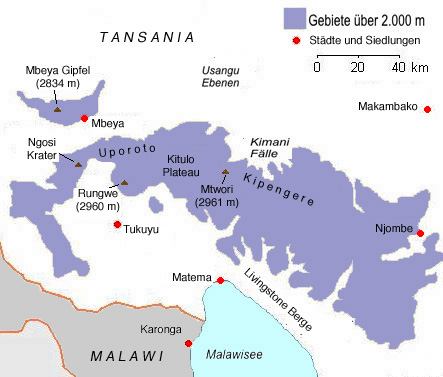
Carte montrant les zones situées à plus de 2000 mètres d'altitude dans la chaîne de Kipengere et les massifs adjacents.

Depuis la ville de Mbeya, la chaîne s'élève en direction du sud-est et forme une partie de l'escarpement oriental du rift africain, s'étire sur près de 100 km en direction du littoral nord-est du lac jusqu'à la rivière Ruhuhu. La moitié nord-ouest de la chaîne comprend les monts Poroto. Les sommets surplombant le lac sont appelés monts Kinga.
Ces sommets présentent davantage le caractère de plateaux plutôt que de collines, mais ils forment une chaîne de par l'étroitesse du massif, et les coteaux abrupts aussi bien sur le versant est qu'ouest. La majeure partie de la chaîne se situe au-dessus de 2 000 mètres d'altitude. L'extrémité nord s'achève par un versant abrupt sur la vallée du Ruaha, falaise que l'on considère généralement comme un prolongement de la branche nord-est de l'immense rift est-africain. Sur le versant méridional, les monts Livingstone s'achèvent par les gorges du Ruhuhu sur la rive orientale du lac Malawi.
La crête la plus proche du lac (mont Jamimbi ou Chamembe) a une altitude de 2 400 m, avec un dénivelé abrupt de 1 890 m jusqu'à la surface du lac, l'à-pic se prolongeant sous la surface de l'eau. En son centre, la largeur de la chaîne n'est que de 25 km, et s'élargit vers le nord jusqu'à 60 km, à peine entrecoupée par la dépression du Buanyi (affluent du Ruaha). Le point culminant des monts Livingstone, le Mtorwi (2 961 m), se trouve au sud de cette dépression.
Quelques ports ont été aménagés au pied des montagnes, le long du lac Malawi : Manda, près de l’embouchure du  Ruhuhu, et Matema, à la pointe nord-est du lac.
Le plateau de Kitulo (en), anciennement appelé « plateau d'Elton », est un haut plateau dans la partie nord de la chaîne, défini par de hautes crêtes s'étendant du nord-ouest au sud-est. Mtorwe et Ishinga (2 688 m) surplombent la vallée de la rivière Ruaha, tandis que Chaluhangi (2 933 m) surplombe le bassin du lac Malawi. Le Ngosi (2 621 m) est le principal sommet des monts Poroto.

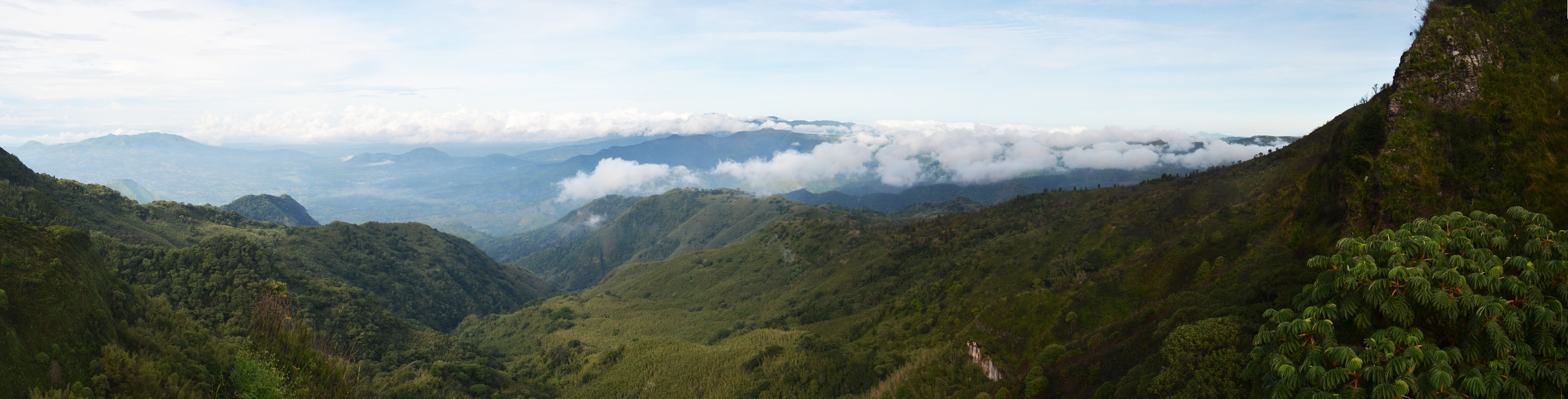
Vue panoramique du versant ouest boisé de la chaîne de Kipengere depuis la crête du plateau de Kitulo.

### Géologie
Du point de vue géologique, le massif est formé, du côté du lac, par un banc de gneiss traversant une successions de plis. Au nord et à l'est de Buanyi, comme dans toute la moitié orientale du massif, les sommets sont couronnés d'un plateau, formé de bancs horizontaux de quartzites, grès et conglomérats superposés. Les monts Poroto sont d'origine volcanique et, dans la partie nord-ouest de la chaîne, des roches volcaniques plus jeunes associées à la province volcanique de Rungwe recouvrent les roches précambriennes plus anciennes.

### Climat
Le climat y est tempéré, et il peut même geler la nuit à la saison froide. Les précipitations proviennent principalement d'orages de convection qui prennent naissance au-dessus du lac Malawi. Les précipitations annuelles moyennes sur le plateau de Kitulo sont de 1 500 mm, et les précipitations sont plus importantes en altitude, sur les pentes qui font face au lac. La plupart des précipitations ont lieu pendant la saison des pluies, de novembre à mai, et le mois d'avril est le plus humide. La saison sèche s'étend de mai à octobre et les gelées nocturnes sont fréquentes entre juin et août. Les cultures tempérées peuvent être produites avec succès.

### Écosystèmes
Les sommets sont généralement couverts d'une savane herbacée luxuriante, ponctuée de forêts dans les dépressions du relief ; les coteaux descendant vers le lac sont en revanche couverts d'une savane sèche, où dominent les broussailles.
L'aire de répartition est généralement couverte de prairies montagnardes. Ces prairies abritent 350 espèces de plantes, dont de nombreuses orchidées terrestres, des géophytes et d'autres plantes afro-alpines. Pendant la saison des pluies, les prairies montagnardes sont tapissées de nombreuses fleurs. De nombreuses espèces sont limitées à la chaîne de Kipengere et aux hautes terres avoisinantes, et trois – Brachystelma kituloensis, Impatiens rosulata et Pterygodium ukingense – sont limitées au plateau de Kitulo.
Les forêts sempervirentes de montagne se trouvent dans les vallées. Les pentes orientées vers le sud à l'extrémité nord-ouest de la chaîne, qui constituaient autrefois la réserve forestière de Livingstone et font maintenant partie du parc national de Kitulo, abritent les plus vastes zones de forêts sempervirentes montagnardes. La forêt de Ndumbi, à l'extrémité orientale du parc national de Kitulo, abrite des forêts sempervirentes montagnardes et des forêts de cèdres d'Afrique de l'Est (Juniperus procera). Des fourrés de bambous (Yushania alpina) se trouvent entre les forêts montagnardes supérieures et les prairies de haute altitude.
La chaîne est entourée, à des altitudes plus basses, de forêts de miomba - les forêts de miombos orientales (en) au nord, à l'est et au sud, et le Miombo zambézien central à l'ouest.

### Population
Les peuples Nyakyusa, Kissi, et Manda (en) vivent sur les rives du lac Malawi, le long de l'escarpement sud-ouest de la chaîne. Les peuples Wanji (en), Magoma (en), Kinga, Pangwa, Ngoni et Nena (en) vivent à l'intérieur de la chaîne.

## Protection environnementale
Le parc national de Kitulo est créé en 2005 et couvre une superficie de 465,4 km2. Le nouveau parc national comprend la réserve forestière de Livingstone (240,34 km2) et la réserve forestière de la vallée de Ndumbi (27,71 km², établi en 1956). Les réserves forestières protègent les plus grandes étendues de forêts sempervirentes montagnardes et de fourrés de bambous de la chaîne. Le parc comprend également les prairies montagnardes du plateau de Kitulo, situées entre les deux réserves forestières, et les prairies montagnardes au sud-est.
La réserve de chasse de Mpanga-Kipengere (en) est créée en 2002 et couvre une superficie de 1 574 km2 dans la partie nord-est de la chaîne et une partie adjacente des plaines d'Usangu. La réserve de chasse incorpore la réserve forestière de la chaîne de Kipengere, d'une superficie de 350,78 km2, créée en 1958. La réserve forestière proposée de Ndukunduku (27,19 km2) relierait le parc national de Kitulo et la réserve de chasse de Mpanga-Kipengere.
La réserve forestière d'Irungu, d'une superficie de 240,32 km2, se trouve à la limite nord-ouest de la chaîne et jouxte le parc national de Kitulo au sud. La réserve forestière de Chimala Scarp, située sur l'escarpement nord de la chaîne et surplombant les plaines d'Usangu au nord, est créée en 1960 et couvre une superficie de 180,68 km2.
Les zones protégées dans la partie sud de la chaîne ne sont pas aussi étendues, aussi bien protégées ou aussi étudiées que celles du nord. Elles comprennent les réserves forestières de Madenge (1 146 ha), Mdando (5 140 ha), Msiora (315 ha) et Sakaranyumo (840 ha).